# Cellule immunitaire
Les cellules impliquées dans le fonctionnement du système immunitaire sont nombreuses. Il s'agit :
- des lymphocytes
  - lymphocyte T
  - lymphocyte B
  - lymphocytes NK
  - lymphocyte NKT
- des phagocytes
  - macrophages
  - monocytes
  - cellules dendritiques
- des granulocytes
  - granulocyte neutrophile
  - granulocyte éosinophile
  - granulocyte basophile